# Euphaedra eupalus
Euphaedra eupalus är en fjärilsart som beskrevs av Fabricius 1782. Euphaedra eupalus ingår i släktet Euphaedra och familjen praktfjärilar. IUCN kategoriserar arten globalt som livskraftig. Inga underarter finns listade i Catalogue of Life.